# Szaharai meteoritok
A szaharai meteoritok Szaharában, leginkább a köves területeken gyűjtött meteoritok. Becslések szerint eddig néhány ezret sikerült így összegyűjteni.

## Történetük
Az alapötletet tulajdoníthatjuk akár Antoine de Saint-Exupérynek is, aki az Éjszakai repülés című 1931-es könyvében említ egy kényszerleszállás idején talált meteoritot a Szaharából.

### A gyűjtés megindulása
A Földre hullott meteoritok gyűjtése az Antarktiszon kezdődött. Japán kutatók 1969-ben itt találták meg az első 9 példányt. Ennek a földfedezésnek a nyomán azonban felmerült sok kutatóban, hogy nem csak a hideg, hanem a forró sivatagok is őrizhetnek ősi idők óta oda lehullott meteoritokat.
Az afrikai kutatás egy német hálózat felállításával indult meg 1986-ban. Ekkor 65 meteoritot találtak Líbiában. 1989-ben már 100-at fedeztek fel Északnyugat-Afrikában, Líbiában és Algériában. A lelőhelyek főleg a kevés homokkal borított, köves felszínek voltak. Egyik nevezetes lelőhely azóta is a líbiai Dar al Gani fennsík.
A kutatásnak a holdi és a marsi meteoritok szaharai megtalálása adott újabb lendületet 1997-ben. A mai becslések szerint eddig mintegy 3000-et gyűjtöttek Algéria és Líbia területén. Időközben a kutatások kiterjedtek Marokkó vidékére is.
Bár nem a Szahara része, sőt Afrikához sem tartozik már, de a földrajzi kapcsolat révén megemlíthetjük az Arab-félsziegeten gyűjtött meteoritokat is.

## A meteoritok elnevezése
A szaharai meteoritoknak többféle elnevezése van. Az eredeti névmeghatározási rendszer a lehullás vagy megtalálás közelében lévő település nevén rögzítette azt.
Az Antarktisz esetében a kutatóállomás vagy a földrajzi tájegység megnevezése és egy sorszám adta a nevet.
A szaharaiak esetében a lelőhely tájegységéről (pl. Dar al Gani, Hammada al Hamra, Acfer) vagy osztatlanul a kontinens szintjén megjelölt névvel (NWA yyyy meteoritok a North West Africa kezdőbetűkről, vagy Sahara zzzz általában a Szaharából).

## Kereskedelmi forgalomban
A szaharai meteoritok jelentősége abban áll, hogy azokat a kutatók ma már elérhető összegért meg is vásárolhatják. Természetesen ehhez az kellett, hogy a gyűjtött anyag szakmai előzetes leírása megtörténjen. Ezzel a tudományos ismeretterjesztés igen nagy lendületet vett a meteoritika területén. Kiváló ismeretterjesztő honlapok állnak ma már a keresők és az amatőrök rendelkezésére.

## Külső hivatkozások
- A Saharamet portál honlapja
- A Dar al Gani meteorit mezőről
- Marokkói gyűjtőhelyek
- Meteoritok a forró sivatagokból
- A Szaharából származó meteoritok elnevezése
- Szaharai meteoritok egy japán meteorit kereskedelmi honlapon